# Thomas Brodowicz
Thomas Brodowicz ist ein österreichischer Mediziner und Hochschullehrer. Er ist außerordentlicher Professor an der Medizinischen Universität Wien in der Onkologie.

## Leben
Nach der Matura studierte Brodowicz Medizin und wurde 1995 promoviert.
Die Ausbildung zum Facharzt für Innere Medizin schloss er 2001 ab und habilitierte sich am 19. Juni 2002. Zusätzlich absolvierte er ein Studium zum  diplomierten Krankenhausbetriebswirt. Weiterhin ist er Beiratsmitglied der Sarkomkonferenz.
Sein Forschungsschwerpunkt sind klinische Studien zu Weichteilsarkomen und der sogenannte Gastrointestinale Stromatumor (GIST).
2001 erhielt er den Fellinger-Preis der Österreichischen Krebshilfe Niederösterreich.
Er ist Mitglied der American Society of Clinical Oncology.

## Publikationen
- Pazopanib in Primary Cardiac Angiosarcoma of the Right Atrium: A Case Report.
- Phase II study on the efficacy and safety of Lapatinib administered beyond disease progression and combined with vinorelbine in HER-2/neu- positive advanced breast cancer: results of the CECOG LaVie trial.
- Predictive role of hand-foot syndrome in patients receiving first-line capecitabine plus bevacizumab for HER2-negative metastatic breast cancer.
- The Prognostic Value of C-Reactive Protein Serum Levels in Patients with Uterine Leiomyosarcoma.